# Língua doolboong
Doolboong (também tulpung ou duulngari) é uma língua aborígine australiana extinta anteriormente falada pelo povo doolboong na costa do Golfo de Cambridge, no estado australiano do Território do Norte.
Não há mais falantes de doolboong e não existem registros escritos da língua. No entanto, falantes das línguas vizinhas gajirrabeng e miriwoong dizem que era semelhante ao gajirrabeng. Isto o colocaria na família jarrakan; no entanto, pode pertencer à família vizinha worrorran.